# Flugunfall einer Shorts 360 bei Brega
Ein Flugunfall einer Shorts 360 ereignete sich am 13. Januar 2000, als eine Shorts 360 der schweizerischen Fluggesellschaft Avisto, die von dem libyschen Ölunternehmen Sirte Oil Company geleast worden war, auf einem Charterflug von Tripoli nach Brega ins Mittelmeer stürzte. Bei dem Unfall kamen 22 der 41 Personen an Bord ums Leben.

## Flugzeug
Bei der betroffenen Maschine handelte es sich um ein Regionalverkehrsflugzeug vom Typ Shorts 360 aus britischer Produktion. Die betroffene Maschine absolvierte mit dem Testkennzeichen G-BRMY am 4. Dezember 1989 ihren Erstflug und wurde am 28. August 1990 mit dem Luftfahrzeugkennzeichen HB-AAM an die für die Sirte Oil Company fliegende, schweizerische Avisto mit Sitz in Zürich ausgeliefert. Das zweimotorige Zubringerflugzeug war mit zwei Turboprop-Triebwerken des Typs Pratt & Whitney Canada PT6A-67R ausgestattet, die mit Sechsblattpropellern von Hartzell Propeller bestückt waren. Bis zum Zeitpunkt des Unfalls hatte die Maschine eine Gesamtbetriebsleistung von 7138 Betriebsstunden absolviert.

## Besatzung
Die Besatzung bestand aus einem Flugkapitän und einem Ersten Offizier, außerdem befand sich ein Flugbegleiter an Bord. Der 42-jährige Flugkapitän war libyscher Staatsbürger. Er verfügte über eine schweizerische Verkehrspilotenlizenz, seine Flugerfahrung betrug 8814 Stunden, davon 3840 mit der Shorts 360. Der 49-jährige Erste Offizier war ebenfalls Staatsbürger Libyens mit schweizerischer Verkehrspilotenlizenz. Seine Flugerfahrung belief sich insgesamt auf 10.422 Stunden, wovon er 1950 Stunden mit der Shorts 360 absolviert hatte. Das Unternehmen Avisto bezeichnete beide Piloten als „sehr erfahren“. Der 35-jährige Flugbegleiter besaß die tunesische Staatsangehörigkeit. Alle drei Besatzungsmitglieder waren neben der Shorts 360 auch für die Fokker F28 zertifiziert.

## Passagiere
Den Flug hatten 38 Passagiere angetreten, bei denen es sich mehrheitlich um Arbeiter aus dem Ausland handelte, die bei der Sirte Oil Company beschäftigt waren. Einige reisten gemeinsam mit ihren Familien, unter den Passagieren befanden sich drei Kinder und ein Säugling. Die Passagiere sollten von der Hauptstadt Tripolis zu dem Ort Brega gebracht werden, wo sich eine Ölraffinerie der Sirte Oil Company befand. Passagiere und Besatzung stammten aus acht verschiedenen Ländern:
| Staatsangehörigkeit    | Passagiere | Besatzung | Gesamt |
| ---------------------- | ---------- | --------- | ------ |
| Kanada                 | 2          | 0         | 2      |
| Kroatien               | 2          | 0         | 2      |
| Indien                 | 3          | 0         | 3      |
| Libyen                 | 14         | 2         | 16     |
| Pakistan               | 1          | 0         | 1      |
| Philippinen            | 3          | 0         | 3      |
| Tunesien               | 0          | 1         | 1      |
| Vereinigtes Königreich | 13         | 0         | 13     |
| Gesamt                 | 38         | 3         | 41     |

## Flugverlauf
Vor dem Start in Tripolis hatten die Piloten noch ein Kerosinungleichgewicht in den Tanks bemerkt. Sie pumpten das Kerosin um, so dass es gleichmäßig auf die Tragflächentanks verteilt war, und vermerkten den Vorgang im Flugplan. Die Maschine hob um 9:29 Uhr UTC (12:29 Uhr Ortszeit) in Tripolis ab. Auf dem Flug nach Brega bemerkte die Besatzung erneut eine Ungleichverteilung des Kerosins an Bord und veranlasste ein Umpumpen, bis die Treibstoffvorräte um 14:17 Uhr Ortszeit (11:17 Uhr UTC) wieder gleichmäßig in den Tragflächentanks verteilt waren. Der Sinkflug aus der Reiseflughöhe von 7000 Fuß (ca. 2134 Meter) begann um 14:25 Uhr Ortszeit.

## Unfallhergang
Der Sinkflug begann um 11:25 Uhr UTC. Um 11:36 UTC fiel plötzlich das linke Triebwerk aus. Der Kapitän sagte zum Ersten Offizier: „Wir haben einen Triebwerksausfall!“ Der Erste Offizier merkte an, dass die Öldruckanzeige abfiel. Weniger als 30 Sekunden später fiel auch das rechte Triebwerk aus. Der Kapitän wies den Ersten Offizier an, das Fahrwerk und die Störklappen auszufahren und die Triebwerke abzustellen. Die Piloten entschieden sich für eine Notwasserung, die mit einem Anstellwinkel von 10 Grad durchgeführt wurde. Die Bugpartie der Maschine wurde dabei völlig zerstört. Das Heckleitwerk war beim Aufprall abgerissen. Wasser drang in die Kabine ein, während die Maschine zu sinken begann. Ein britischer Insasse konnte sich aus der versinkenden Maschine retten, nachdem er ein Kabinenfenster eingetreten hatte und die Kabine durch die Fensteröffnung verließ. Die Shorts 360 versank schließlich drei Meilen (ca. 5 Kilometer) vor der libyschen Küste in einer Tiefe von etwa 38 Metern im Mittelmeer.

## Rettungsaktion
Nach dem Absturz entsandten libysche Behörden sofort Such- und Rettungsmannschaften zur Absturzstelle. Der Rettungseinsatz wurde durch schwierige Wetterbedingungen erschwert. Auch Fischerboote, die sich in der Nähe befunden hatten, beteiligten sich an dem Rettungseinsatz.

## Opfer
Der Kapitän und der Erste Offizier überlebten den Unfall, der Flugbegleiter ertrank. Von den 38 Passagieren starben 21, darunter fünf Briten. Die Leichen von 21 Opfern konnten geborgen werden, die eines Kindes, das sich an Bord befand, nicht. Von den Überlebenden waren die beiden Piloten sowie 11 Passagiere schwer verletzt, sechs Passagiere erlitten leichte Verletzungen.

## Unfalluntersuchung
Bergungsmannschaften fanden den Cockpit Voice Recorder sowie den Flugdatenschreiber bald nach dem Absturz. Das Wrack der Shorts 360 konnte neun Tage nach dem Unfall gehoben werden. Die Schweizerische Sicherheitsuntersuchungsstelle (STSIB), die britische Air Accident Investigation Branch, das National Transportation Safety Board aus den Vereinigten Staaten und die Libyan Civil Aviation Authority (LYCAA) nahmen die Ermittlungen auf.

## Ursachen

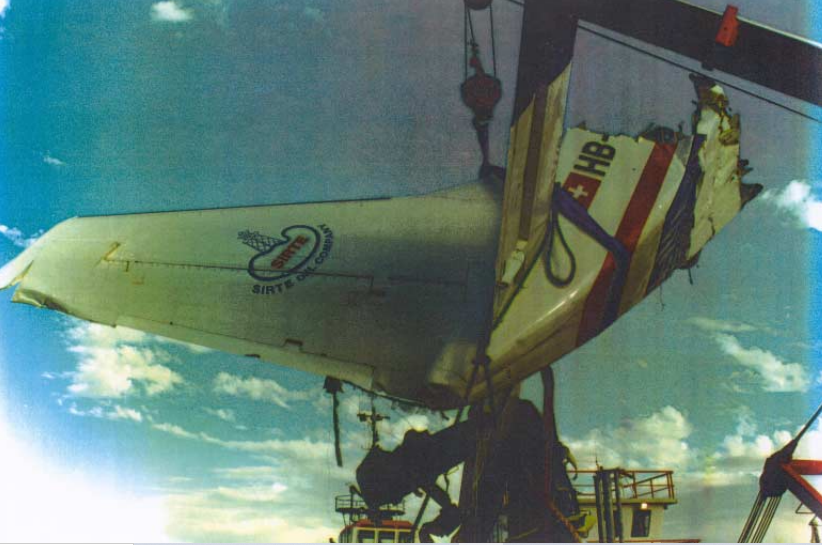
Bergung des Leitwerks der Maschine

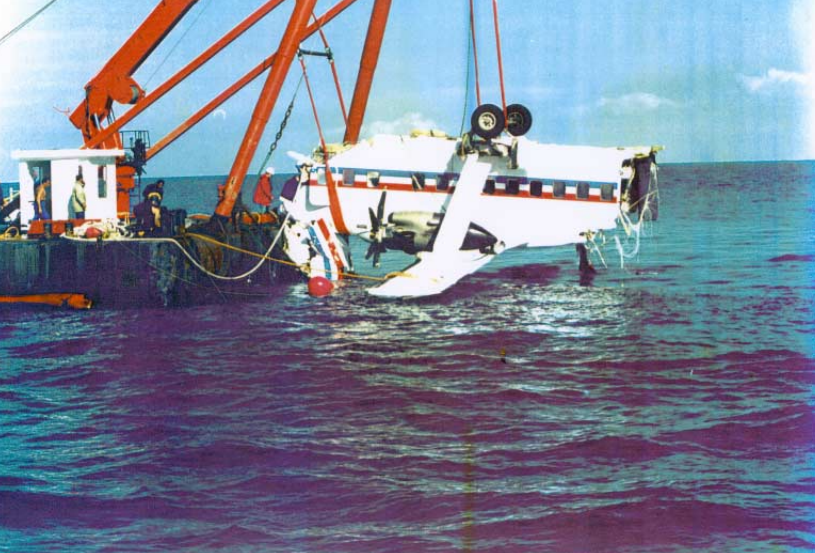
Bergung der Hauptrumpfsektion der betroffenen Short 360

Da die Flugsicherung bestätigen konnte, dass mit der Maschine eine Notwasserung unternommen worden war, konzentrierten sich die Ermittlungen zunächst auf den Triebwerksausfall. Die Ermittler vermuteten zunächst einen Treibstoffmangel. Diese Variante konnte bald ausgeschlossen werden, da die Rettungsmannschaften und Fischer aussagten, dass an der Unfallstelle Kerosin aus der Maschine auslief.
Beim Abhören der Aufzeichnungen des Stimmenrekorders stellten die Ermittler ein äußerst unprofessionelles Kommunikationsverhalten der Piloten fest, die sich während des Fluges unentwegt über die Flugeigenschaften der Fokker F28 Fellowship und damit ein sachfremdes Thema unterhielten. Der Kapitän der Maschine war erst kürzlich zum Kapitän befördert worden und hatte eine Musterberechtigung für die Fokker F28 erworben. Die beiden Piloten unterhielten sich während eines Großteils des Fluges über die Flugsysteme der Fokker F28. Vermutlich waren sie von der Diskussion dermaßen abgelenkt, dass sie übersahen, wie sich Eis an der Windschutzscheibe ihrer Maschine bildete. Als sie das Eis schließlich doch entdeckten, aktivierten sie den Schalter für die Enteisung der Pitotrohre und der Windschutzscheibe.
Die Triebwerke wurden nach England gebracht und dort untersucht. Sie wurden auf verunreinigten Kraftstoff untersucht, eine Verunreinigung ließ sich jedoch dabei nicht feststellen. Anschließend gingen die Ermittler der Hypothese nach, dass die Piloten nach dem Ausfall eines Triebwerks durch eine Fehlbedienung das andere mitabgeschaltet haben. Auch hierfür ließen sich keine Belege finden.
Schließlich wurden die Ermittler darauf aufmerksam, dass die Maschine vor dem Absturz in eine Gewitterzelle eingeflogen war. Die Außentemperaturen innerhalb der Zelle betrugen −2 °C. Zwar hatten die Piloten Teile der Enteisungsanlage aktiviert, sie vergaßen dabei jedoch, den Enteisungsschalter für die Triebwerke zu betätigen. Aufgrund des nicht betätigten Schalters vereisten die Triebwerke im Flug. Als die Maschine auf eine Flughöhe von weniger als 2000 Fuß (ca. 610 Meter) sank, schmolz die entstandene Eisschicht an den Triebwerken, woraufhin das Schmelzwasser diese flutete. In der Folge versagten die Triebwerke völlig ihren Dienst.
Alle Toten starben durch Ertrinken. Die Ermittler führten dies zum einen auf das Fehlen von Rettungswesten an Bord der Maschine zurück. Trotz der nicht vorhandenen Westen befanden sich auf den Sitzlehnen Hinweisschilder, wo zu lesen war, dass diese unter den Sitzen zu finden seien. Zum anderen vermuteten die Ermittler, dass viele Passagiere ertrunken waren, da ihnen nicht bewusst war, dass die Sitzkissen der Shorts 360 so konstruiert sind, dass sie bei einer Notwasserung als Floße genutzt werden können. Der Flugbegleiter hatte die Passagiere nicht über dieses Sicherheitsmerkmal der Shorts 360 informiert.